# Sidonius Apollinaris
Gaius Sollius Modestus Sidonius Apollinaris, född cirka 430 i Ludgunum i västromerska riket, död omkring 489 i Arvernis, Frankrike, var en senantik poet, författare, diplomat, biskop, historiker med mer. Han var son respektive sonson till riksståthållaren i Gallien (Præfectus Prætorio Galliarum).
Sidonius var stadsprefekt i Rom 470 och efter sin karriär i imperiets tjänst blev han biskop 472 i Augustonemetum (dagens Clermont-Ferrand i Auvergne i Frankrike) en position som han höll fram till sin död. De flesta som intagit detta biskopssäte före Sidonius har helgonförklarats men Sidonius var inte en religiös människa och hans tillträde berodde snarare på kontakter och hans outtröttliga ansträngningar att hålla kvar denna del av Gallien inom det romerska riket.
Sidonius tillhörde den gallo-romerska aristokratin. Hans uppväxt innebar klassisk skolning och genom sin umgängeskrets hamnade han snabbt i 400-talets politiska centrum. Han gifte sig med Papianilla, dotter till Avitus, då konsul senare kejsare. Sidonius använde sin begåvning som poet till att göra karriär i Rom och liksom han gärna lånade rader av andra diktare tvekade inte att hylla sina forna beskyddares mördare.
Sidonius hade även goda kontakter med arianska, visigotiska kungar som Theoderik II och mindre goda med till exempel Eurik som lät fängsla honom till följd av hans pro-romerska ståndpunkter. Eurik intog Clermont och erhöll Auvergne 475. Han frigav emellertid Sidonius senare och återgav honom också hans stift.

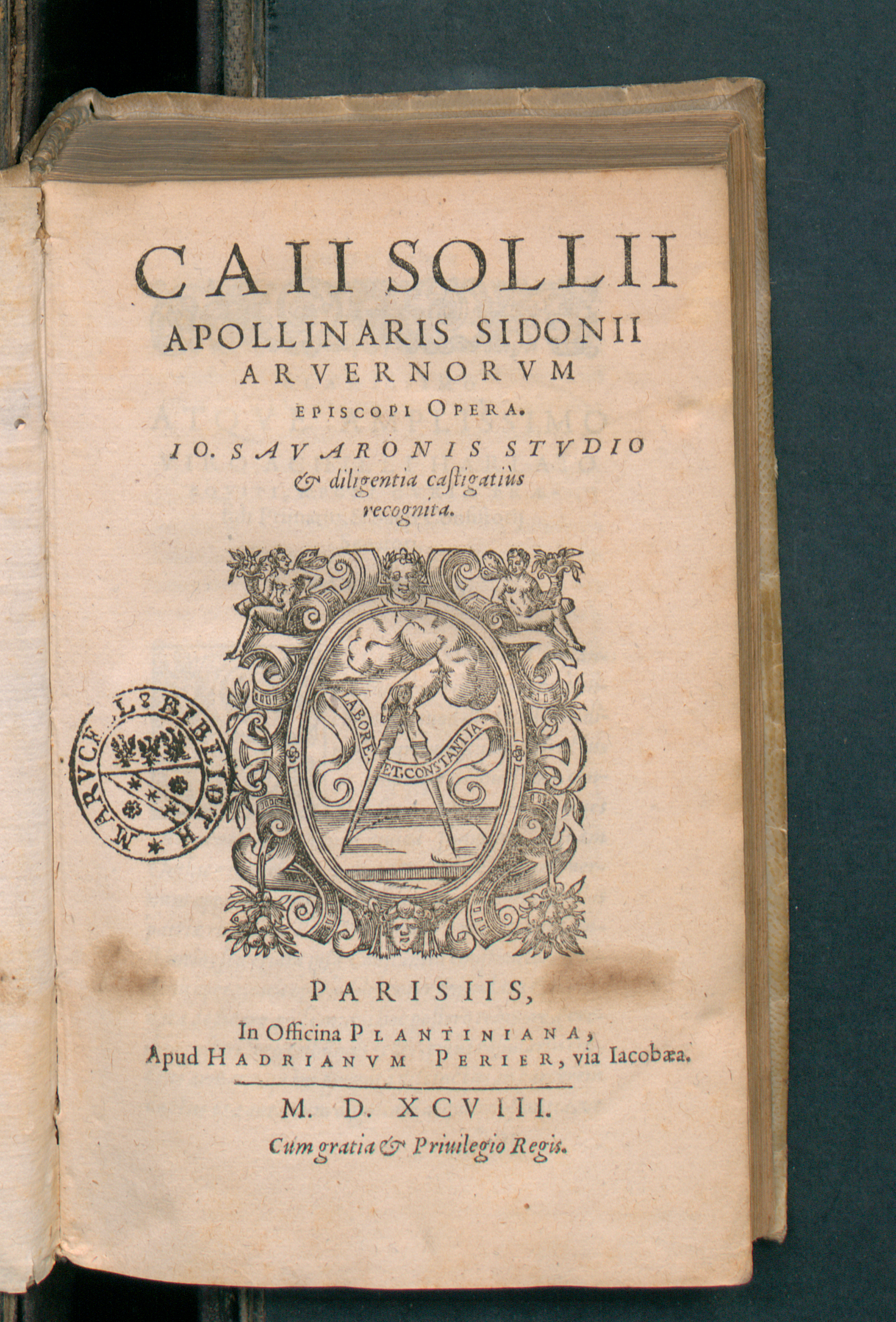
Opera, 1598

Sidonius efterlämnade skrifter, nio böcker innehållande omkring 100 brev, utgör värdefull information om händelser och föreställningar under hans livstid. Han skrev ett flertal panegyriska dikter i samma tradition och bitvis med samma innehåll som Claudianus som avhandlade viktiga politiska händelser. I dessa brev kan man följa det historiska skede då frankerna romaniserades.